# 1950 no jornalismo
Nesta página encontrará referências aos acontecimentos directamente relacionados com o jornalismo ocorridos durante o ano de 1950.

## Nascimentos
| Data          | Nome             | Profissão                                                | Nacionalidade | Observações | Ref |
| ------------- | ---------------- | -------------------------------------------------------- | ------------- | ----------- | --- |
| 4 de março    | Juca Kfouri      | jornalista desportivo                                    | Brasil        |             |     |
| 5 de março    | Caco Barcellos   | jornalista e repórter de televisão                       | Brasil        |             |     |
| 29 de junho   | Lucia Hippolito  | jornalista e cientista política                          | Brasil        |             |     |
| 21 de julho   | Galvão Bueno     | locutor esportivo, empresário, radialista e apresentador | Brasil        |             |     |
| 6 de outubro  | Celso Lungaretti | jornalista e escritor                                    | Brasil        |             |     |
| 4 de novembro | António Macedo   | jornalista e locutor de rádio                            | Portugal      |             |     |

## Mortes
| Data | Nome | Profissão | Nacionalidade | Observações | Ref |
| ---- | ---- | --------- | ------------- | ----------- | --- |